# Вологі тропічні ліси Тонги
Вологі тропічні ліси Тонги (ідентифікатор WWF: OC0114) — океанійський екорегіон тропічних та субтропічних вологих широколистяних лісів, розташований на островах Полінезії в Тихому океані.

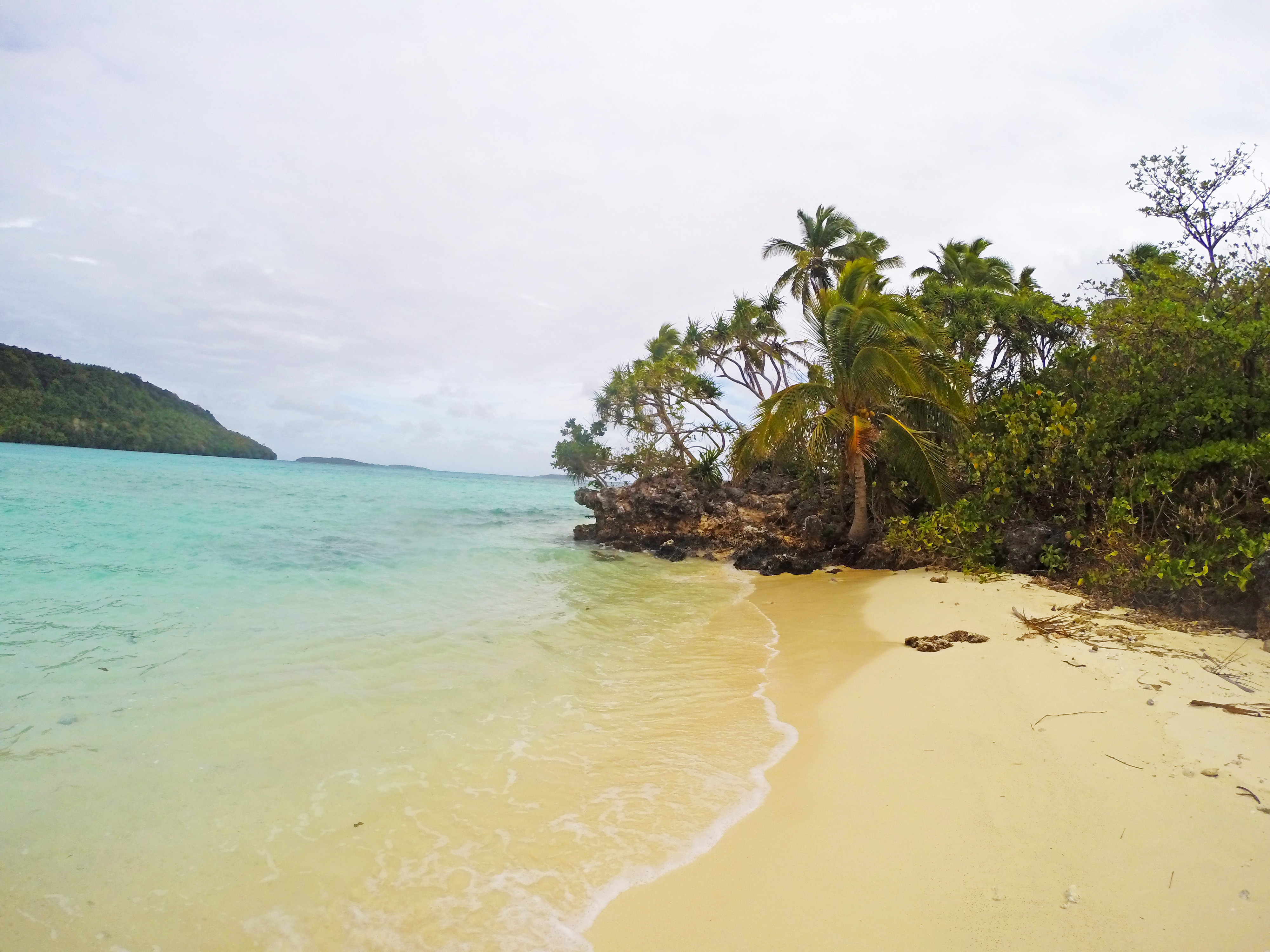
Узбережжя острова Нуку

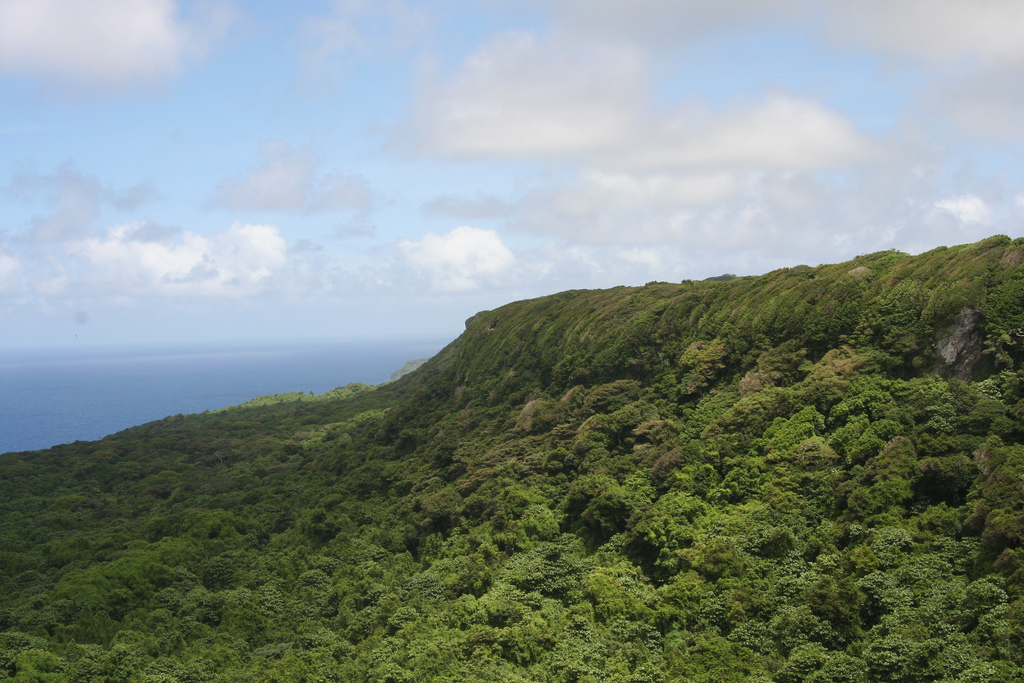
Дощовий ліс на острові Еуа

## Географія
Екорегіон вологих тропічних лісів Тонги охоплює архіпелаг Тонга, групу зі 170 островів, що простягаються на 800 км з півночі на південь між 15° і 23° південної широти та між 173° і 177° західної довготи. Острови цього архіпелагу входять до Королівства Тонга. Крім того, екорегіон також охоплює острів Ніуе, розташований за 400 км на схід від Тонги, на 19° південної широти та 169° західної довготи. Ніуе є залежною державою Нової Зеландії.
Острівна дуга Тонга утворилася внаслідок субдукції Тихоокеанської плити під Австралійську плиту. Уздовж східного краю архіпелагу простягається жолоб Тонга, другий за глибиною океанічний жолоб світу. Острови на східній стороні архіпелагу переважно складаються з піднятих коралових порід, що лежать на вершині блоків океанічної або континентальної кори. Найбільшими кораловими островами Тонги є Фоа, Ліфука, Вавау, Еуа та Тонгатапу. Острови, що лежать на західній стороні архіпелагу, є вершинам підводних стратовулканів. На півдні Тонги розташовані вулканічні острови Ата, Тофуа, Као, Лате та Фонуалеї, а на півночі — Ніуафооу, Ніуатопутапу та Тафахі. Найвищою вершиною архіпелагу є вулкан Као заввишки 1030 м. Багато островів Тонги оточені кораловими рифами. Деякі з них перетворилися на коралові атоли, коли центральна частина острова зруйнувалася внаслідок ерозії або осіла.
Тектонічна активність в регіоні є однією з найвищих у світі, оскільки субдукція плити Тонга відбувається зі швидкістю 24 см на рік. В регіоні спостерігається найбільше скупчення підводних вулканів у світі, а вулканічні острови Тонги вивергаються в середньому кожні 4 роки. Найбільш молодим вулканічним островом регіону є найпівнічніший острів Ніуафооу, який утворився близько 1 мільйона років тому.
Ніуе — це піднятий атол площею 259 км². Бар'єрний риф навколо острова відсутній, а вздовж берегової ліній підіймаються скелі, сформовані кораловими вапняками.

## Клімат
На островах регіону переважає тропічний екваторіальний клімат (Af за класифікацією кліматів Кеппена). Середня температура тут коливається від 24 °C до 30 °C у лютому та від 20 °C до 26 °C у серпні. Середньорічна кількість опадів становить 2000 мм. На навітряних схилах гір та на їх вершинах опадів випадає більше. З грудня по квітень випадає більше опадів і трапляються руйнівні тропічні циклони. Прибережні підвітряні райони переживають сезонні посухи з травня по листопад.

## Флора
Основними рослинними угрупованнями екорегіону є вологі широколистяні ліси, розподіл яких залежить від ґрунтів та висоти над рівнем моря.
На висоті до 500 м над рівнем моря поширені низинні вічнозелені дощові ліси, лісовий намет в яких розташований на висоті до 30 м над землею. У цих лісах домінують таїтійські сумахи (Rhus taitensis), зизифоподібні альфітонії (Alphitonia zizyphoides), новоебудійські калофіллуми (Calophyllum neoebudicum), серпуваті елаттостахіси (Elattostachys falcata), медоносні ліцеї (Litsea mellifera), великі пізонії (Pisonia grandis), тонганські сирні дерева (Pittosporum arborescens), пишноцвіті гаруги (Garuga floribunda), дрібноцвіті фікуси (Ficus obliqua), тюльпанові сливи (Pleiogynium timoriense), дзиґоподібні криптокарії (Cryptocarya turbinata), пишноцвіті цинометри (Cynometra grandiflora), сріблясті мускатники (Myristica hypargyraea), миртолисті гарцинії (Garcinia myrtifolia), неонауклеї Форстера (Neonauclea forsteri), тонганські смердючі дерева (Didymocheton tongensis), бліді ногоплідники (Podocarpus pallidus), полінезійські каштани (Inocarpus fagifer), бурі коралові дерева (Erythrina fusca) та різні види хурми (Diospyros spp.). В підліску низинних дощових лісів Тонги поширені густі зарості лінійної вилчастої папороті (Dicranopteris linearis) та кущі пухнастого великоперця (Macropiper puberulum) і острівної психотрії (Psychotria insularum).
На прибережних дюнах та відносно молодих відкладеннях лави та попелу, де ґрунти тонші та сухіші, переважають невисокі ліси хвощелистої казуарини (Casuarina equisetifolia), часто разом з чагарниками та невисокими деревами, такими як покрівельні пандани (Pandanus tectorius), білуваті сизигіуми (Syzygium dealbatum), морські гібіски (Hibiscus tiliaceus) та прибережна капуста (Scaevola taccada).
Прибережні ліси, у яких домінують ліхтарні дерева (Hernandia nymphaeifolia), азійські баррингтонії (Barringtonia asiatica) та хвощелисті казуарини (Casuarina equisetifolia), ростуть на океанічних узбережжях, які піддаються впливу солоних бризок. В лісах, що ростуть далі від пляжів, домінують великі пізонії (Pisonia grandis) та молочні мангри (Excoecaria agallocha).
На багатьох невеликих атолових островах та на узбережжях лагун регіону поширені мангрові ліси, а в гирлах річок, на рифах та узліссях мангрових лісів — мангрові чагарникові зарості. В манграх Тонги домінують невеликі та середні дерева, зокрема червоні мангри (Rhizophora mangle), плямисті мангри (Rhizophora stylosa) та червоноцвіті чорні мангри (Lumnitzera littorea). За сприятливих умов мангрові чагарники замінюються на ліси, у яких домінують східні мангри (Bruguiera gymnorhiza), молуккські деревоплідники (Xylocarpus moluccensis) та гранатові мангри (Xylocarpus granatum).
На висоті понад 500 м над рівнем моря, де клімат прохолодніший і вологіший, ніж у низинних лісах, поширені гірські субтропічні дощові ліси. В гірських лісах, поширених на острові Тафахі, домінують пахучі пуа-кені-кені (Fagraea berteroana), єпископські дерева (Bischofia javanica), гірські ліхтарні дерева (Hernandia moerenhoutiana), а також різні види сизигіумів (Syzygium spp.), астронідіумів (Astronidium spp.) та полісціасів (Polyscias spp.). На молодих вулканічних схилах Као поширені високогірні чагарники, а у високогір'ях Еуа, порушених спричиненими людьми пожежами, — зарості лінійних вилчастих папоротей (Dicranopteris linearis), оленячорогих плаунів (Palhinhaea cernua) та тихоокеанської срібної трави (Miscanthus floridulus).
Загалом на островах Тонги зустрічається 419 видів квіткових рослин і папоротей, з яких приблизно 3 % видів є ендемічними. Флористичне різноманіття на окремих островах варіюється від 340 видів на Тонгатапу та 300 видів на Еуа до 145 видів на Лате та 107 видів на Вавау.
Серед рослин, які є ендеміками Тонги, слід відзначити дволисту аритьєру (Arytera bifoliata), тополину гревію (Grewia populoides), мастиколисту гуйою (Guioa lentiscifolia), дружню поліальтію (Polyalthia amicorum), слабку олденландію (Oldenlandia debilis), дружній пандан (Pandanus amicalis), тонгатапуйський пандан (Pandanus tongatapuensis), вавауський пандан (Pandanus vavauensis), дружній філлантус (Phyllanthus amicorum), сирне дерево Юнкера (Pittosporum yunckeri), еуейську психотрію (Psychotria euaensis), витягнуту сцеволу (Scaevola porrecta) та ксилосму Сміта (Xylosma smithiana).
Деякі види ендемічних рослин зустрічаються лише на одному або кількох островах екорегіону. Так, запашні папороті Паркса (Dennstaedtia parksii) та тонганські робікетії (Robiquetia tongaensis) зустрічаються на Еуа та Тонгатапу, а бліді ногоплідники (Podocarpus pallidus) — на Еуа та Вавау. Різноволосі аглаї (Aglaia heterotricha), тонганські смердючі дерева (Didymocheton tongensis), черговолисті гедікарії (Hedycarya alternifolia), іксори Юнкера (Ixora yunckeri), еуайські подорожники (Plantago euana) та великокрилі болотяні папороті (Thelypteris macroptera) є ендеміками Еуа, тонганські філлостегії (Phyllostegia tongaensis) — ендеміками Ати, каоські психотрії (Psychotria kaoensis) та каоські нитинки (Selaginella yunckeri) — ендеміками Као, атрактокарпуси Кросбі (Atractocarpus crosbyi), вавауські казеарії (Casearia buelowii) та пальми пію (Pritchardia pacifica) — ендеміками Вавау, а ніуейські пеперомії (Peperomia pallida var. niueana), ніуейські міопоруми (Myoporum niueanum) та ніуейські дендробіуми (Dendrobium niueense) — ендеміками Ніуе.

## Фауна
На Тонзі зустрічається більше 50 видів птахів, зокрема 20 видів наземних та коловодних птахів, а на Ніуе — 12 видів місцевих наземних птахів та 6 видів морських птахів. Ендеміками екорегіону є жовтошиї свистуни (Pachycephala jacquinoti), поширені на Вавау і Лате, та рідкісні полінезійські великоноги (Megapodius pritchardii), поширені на Ніуафооу. Полінезійські великоноги є єдиним видом великоногів у Полінезії, якій пережив заселення островів людьми, оскільки раніше на Тонзі мешкало 4-5 видів великоногів, і ще 3 види на Фіджі та у Новій Каледонії. Раніше цей вид також зустрічався на більшості островів Тонги і Самоа та на Ніуе, однак наразі зберігся лише на острові Ніуафооу, де живе в лісах у центральній кальдері. У 1991-1993 роках вид був реінтродукований на безлюдному острові Фонуалеї. Його загальна популяція становить менше 1000 птахів.
Ендеміками екорегіону також є деякі підвиди різних видів птахів — світлогузої салангани (Aerodramus spodiopygius townsendi), смугастого пастушка (Hypotaenidia philippensis ecaudata), садового альціона (Todiramphus sacer sacer), полінезійського оругеро (Lalage maculosa), рудобокого монарха-великодзьоба (Clytorhynchus vitiensis) та полінезійського шпака-малюка (Aplonis tabuensis). Серед інших птахів, поширених на Тонзі та Ніуе, слід відзначити майже ендемічних самоанських голубів (Pampusana stairi), райдужних тілопо (Ptilinopus perousii), фіджійських тілопо (Ptilinopus porphyraceus) та синьоголових лорі-віні (Vini australis), а також тонганських пінонів (Ducula pacifica), південноазійських ластівок (Hirundo tahitica), мігруючих новозеландських коелів (Urodynamis taitensis), хижих південних лунів (Circus approximans) і крапчастих сипух (Tyto alba).  Пурпурові папуги (Prosopeia tabuensis) були інтродуковані на Тонгу з Фіджі у доісторичні часи.
На багатьох безлюдних, вільних від пацюків островах регіону знаходяться великі гніздові колонії морських птахів, зокрема бурих крячків (Anous stolidus), сірокрилих крячків (Anous albivitta), атолових крячків (Anous minutus), австралійських тайфунників (Pterodroma nigripennis) та тайфунників-провісників (Pterodroma heraldica). У вулканічному кратері на острові Фонуалеї розташована гніздова колонія строкатих крячків (Onychoprion fuscatus), яка нараховує понад 100 000 птахів. Острови регіону також є важливими місцями зимівлі для багатьох мігруючих прибережних птахів, таких як аляскинські кульони (Numenius tahitiensis) та аляскинські коловодники (Tringa incana).
Єдиними місцевими ссавцями, поширеними на островах регіону, є рукокрилі — тихоокеанські крилани (Pteropus tonganus) та тихоокеанські мішкокрили (Emballonura semicaudata), поширені на багатьох островах Океанії. Герпетофауна Тонги включає тихокеанських деревних удавів (Candoia bibroni) та низку поширених в Океанії видів сцинків та геконів, зокрема океанійських змієоких сцинків (Cryptoblepharus poecilopleurus), чорних емо-сцинків (Emoia nigra) та тихоокеанських тонкопалих геконів (Nactus pelagicus). Хаапайські сцинки (Emoia mokolahi) та еуайські лісові гекони (Lepidodactylus euaensis) є ендеміками Тонги, а тонганські сцинки (Emoia tongana), фіджійські деревні сцинки (Emoia trossula) та сцинки Лоуса — майже ендемічними представниками регіону. Раніше на острові Тонгатапу мешкали ендемічні тонгатапські сцинки (Tachygyia microlepis), однак наразі вони вимерли.
Палеонтологічні дослідження свідчать, що до появи в регіоні полінезійців приблизно 3000 років тому на Тонзі та Ніуе зустрічалася низка видів, які наразі вимерли. Відомо щонайменше про 3 вимерлі види наземних птахів з Ніуе та 23 види з Тонги, зокрема про тонганських папуг (Eclectus infectus), тонганських горлачів (Didunculus placopedetes), тонганських пінонів (Ducula shutleri), волліських пінонів (Ducula david), тонганських великоногів (Megapodius alimentum), велетенських великоногів (Megapodius molistructor), тонгатапських пастушків (Gallirallus hypoleucus) та вавауських пастушків (Hypotaenidia vavauensis), а також про велетенську наземну ігуану (Brachylophus gibbonsi) то кілька інших видів плазунів та кажанів. Більшість із них вимерли незабаром після прибуття перших людей в регіон, ймовірно, через надмірне полювання.

## Збереження
36 зі 170 островів Тонги мають постійне населення. Значна частина природного рослинного покриву на них була знищена внаслідок розвитку сільського господарства за минулі століття. Одні з найкраще збережених лісів регіону, які підтримують великі популяції птахів та плазунів, зростають на вулканічних островах Лате і Тофуа.
Основними загрозами для збереження природи регіону є знищення природного середовища, полювання на птахів, а також поширення інтродукованих видів рослин і тварин. На більшості заселених островів зустрічаються чорні пацюки (Rattus rattus) та сірі пацюки (Rattus norvegicus), популяції яких мають катастрофічний вплив на гніздування морських і наземних птахів. Запобігання їх поширенню на інші острови регіону має важливе значення для захисту популяцій птахів і, можливо, деяких популяцій рослин.
Оцінка 2017 року показала, що 117 км², або 21 % екорегіону, є заповідними територіями. Природоохоронні території включають: Національний парк Еуа, Національний парк гори Талау, Національний парк Као та Національний парк Кофуа.